# Les Misérables (1917)
Les Misérables is een Amerikaanse dramafilm uit 1917 onder regie van Frank Lloyd. Het scenario is gebaseerd op de gelijknamige roman uit 1862 van de Franse auteur Victor Hugo.

## Verhaal
Jean Valjean krijgt een gevangenisstraf, omdat hij een brood heeft gestolen. Als hij weet te ontsnappen, steelt hij de zilveren kandelaars van een bisschop. Jaren later heeft Jean zich opgewerkt tot burgemeester van een klein stadje. De politie-inspecteur Javert wil zijn identiteit onthullen en zijn misdaden kenbaar maken.

## Rolverdeling
| Acteur           | Personage           |
| ---------------- | ------------------- |
| William Farnum   | Jean Valjean        |
| George Moss      | Bisschop            |
| Hardee Kirkland  | Javert              |
| Gretchen Hartman | Fantine             |
| Kittens Reichert | Cosette (8 jaar)    |
| Jewel Carmen     | Cosette (18 jaar)   |
| Harry Spingler   | Marius              |
| Dorothy Bernard  | Eponine             |
| Anthony Phillips | Gavroche            |
| Edward Elkas     | Mijnheer Thenardier |
| Mina Ross        | Mevrouw Thenardier  |
| Jack Snyder      |                     |
| Gus Alexander    |                     |